# Гамсахурдія Давид Михайлович
Дави́д Миха́йлович Гамсаху́рдія (нар. 30 грудня 1989 — 8 жовтня 2016) — солдат Збройних сил України, учасник російсько-української війни.

## Життєпис
Народився 1989 року в місті Сухумі (Абхазія, Грузія). Свого часу родина з Давидом залишила Сухумі, рятуючись від війни з Росією.
Приїхавши в Україну, оселилися на Закарпатті. Мешкав у селах Анталовці та Холмок (Ужгородський район, Закарпатська область).
У часі війни — солдат 128-ї окремої гірсько-піхотної бригади.
16 вересня 2016 року під час мінометного обстрілу зазнав важких поранень на опорному пункті шахти «Бутівка» поблизу Авдіївки; осколок міни застряг у мозку, перебито хребет та стегнову кістку, Давид втратив багато крові.
Перебуваючи в непритомному стані, переніс п'ять операцій, був підключений до апарату штучного дихання. У вкрай важкому стані перебував в дніпровській обласній лікарні імені Мечникова. Помер у ніч на 8 жовтня 2016-го.
12 жовтня 2016 року Давида з військовими почестями провели в останню путь та поховали на Пагорбі Слави ужгородського кладовища «Кальварія».
Без сина лишилася мама Тетяна Гамсахурдія.

## Нагороди та вшанування
- указом Президента України № 511/2016 від 19 листопада 2016 року «за особисту мужність і високий професіоналізм, виявлені у захисті державного суверенітету та територіальної цілісності України, вірність військовій присязі» — нагороджений орденом «За мужність» III ступеня (посмертно)[1]
- 24 листопада 2017 року на площі імені майора Віталія Постолакі в Ужгороді освячено допис його імені на меморіальній дошці ім'я Давида Гамсахурдії.
- 12 жовтня 2020 року на території 12 школи м. Ужгород відкрили меморіальну дошку.[2]